# Ordtrachia septentrionalis
Ordtrachia septentrionalis es una especie de molusco gasterópodo de la familia Camaenidae en el orden de los Stylommatophora.

## Distribución geográfica
Es  endémica de Australia.